# 能戸清司
能戸 清司（のと きよし、1921年3月13日 - 2014年9月14日）は、日本の新聞記者、小説家。
北海道函館市生まれ。東京大学法学部政治学科卒業後、朝日新聞社入社。学芸部長、論説委員を歴任し、「天声人語」の執筆も担当した。記者のかたわら木戸織男のペンネームで小説も書き、1960年「夜は明けない」で第1回サンデー毎日小説賞第二席、第44回直木賞候補。1961年には「朝のたそがれ」で第13回文學界新人賞候補（能戸清司名義）。朝日新聞退社後、名古屋保健衛生大学（現・藤田医科大学）教授となる。 

## 著書
- 『君臨』芙蓉書房 1975
- 『知的教養としての文章作法』産業能率短期大学出版部 1977
- 『就職試験論文・作文の実戦技術 就職・入試突破100のポイント』永岡書店 1978
- 『知的「生きがい」の発見』産業能率大学出版部 1979
- 『うまい!といわれる文章はどう書くか』ベストセラーズ ワニの本 1980 のち文庫 1986
- 『亭主学18章 家庭管理職のすすめ』産業能率大学出版部 1981
- 『夫婦ゲンカのメカニズム』日本実業出版社 1981
- 『ワープロ時代の文章作法』有斐閣新書 1987
- 『文章がうまくなる本 ちょっとしたコツで』ナイスデイ・ブックス 1989
- 『知的な恋愛についての68章』潮文社 1992
  - 文庫化・改題『恋愛・結婚 女性が20代で考えておくべきこと』三笠書房 知的生きかた文庫 1995
- 『午後の中絶』木戸織男名義 近代文芸社 1992
- 『彼方』幻冬舎ルネッサンス 2012
- 『さらばカルメン ひとりぼっちの反戦抵抗』日本文学館 2012
- 『マゼランの首』幻冬舎ルネッサンス 2012（「夜は明けない」「朝のたそがれ」所収）

### 監修
- 『いま、ここに、生きて 五十人・百編のエッセイ集』監修 中部エッセイスト・ソサイエティ編著 創栄出版 2003